# Ālangulam
Ālangulam är en ort i Indien.   Den ligger i distriktet Tirunelveli Kattabo och delstaten Tamil Nadu, i den södra delen av landet, 2 200 km söder om huvudstaden New Delhi. Ālangulam ligger 125 meter över havet och antalet invånare är 28 558.
Terrängen runt Ālangulam är platt. Runt Ālangulam är det tätbefolkat, med 819 invånare per kvadratkilometer. Närmaste större samhälle är Ambasamudram, 17,8 km söder om Ālangulam. Omgivningarna runt Ālangulam är en mosaik av jordbruksmark och naturlig växtlighet.